# Большие таможенные суда проекта 14232
Большие таможенные суда (БТС) проекта 14232 шифр «Мерку́рий» — тип морских быстроходных катеров на воздушной каверне. Класс регистра катера — КМ О I A2 СП (Российского Морского Регистра Судоходства). Катера рассчитаны на эксплуатацию как в условиях умеренного, так и субтропического климата.
БТС проекта 14232 предназначены для охраны государственной и таможенной границ, борьбы с контрабандой, несения патрульной службы, таможенного и экологического контроля.

## История создания
Проект морского быстроходного катера на воздушной каверне «Меркурий» (пр.14232) был  разработан ОАО «Центральное конструкторское бюро по судам на подводных крыльях им. Р.Е. Алексеева».
Катер является дальнейшим развитием патрульного катера проекта 14230 «Сокжой».
Строительство катеров проекта 14232 «Меркурий» осуществляют два судостроительных завода: ОАО «Ярославский ССЗ» и ОАО «Хабаровский ССЗ».

## Принцип хода
Корпус катера имеет обводы с острой скулой, по всей длине которой установлен брызгоотбойник, а в носовой части корпуса выше скулы - брызгоотражатель. Днище носовой части катера выполнено с двумя (по одному на каждом борту) продольными реданами, которые заканчиваются в районе поперечного редана. В образованную за счет этого днищевую каверну специальной системой низкого давления нагнетается воздух, который образует воздушную прослойку (каверну) между водой и обшивкой корпуса, играющей роль своеобразного амортизатора и обеспечивающей высокую комфортность на больших скоростях движения. Так, при скорости хода 50 узлов и волнении моря силой до 3 баллов вертикальные ускорения в носовой части не превышают 1,5 единиц, а на миделе и в корме их величина ещё меньше. Кроме того, при этом снижается сопротивление воды при движении катера и достигаются более высокие скорости движения.

## Особенности
Морской быстроходный катер на воздушной каверне «Меркурий» (пр.14232) может эксплуатироваться в умеренном и тропическом климате с температурой наружного воздуха и забортной воды до +34 и +30 градусов Цельсия соответственно при относительной влажности воздуха 70%. В случае превышения предельных величин указанных параметров эксплуатационные характеристики катера могут снижаться.

## Оборудование

### Главная энергетическая установка
ГЭУ представляет собой два быстроходных реверсивных дизеля М533 производства ОАО «Звезда», с наддувом, полной мощностью 2 × 3670 / 2 × 5000 кВт/л.с. Управление двигательной установкой осуществляется дистанционно с использованием автоматизированной системы «Аргус-Д».

### Штурманское оборудование
Штурманское оборудование включает навигационный комплекс «Меркурий-НК» и две радиолокационные станции типа «Лиман-Т». Кроме того, катер оснащен средствами зрительной связи и наблюдения.

### Средства связи
Средства связи включают в себя радиопередатчики KB диапазона, радиостанции УКВ диапазона, средства громкоговорящей и трансляционной связи, обеспечивают связь катера с внешним миром и его управляемость при нахождении в отрыве от мест базирования и решении задач по предназначению.

### Вооружение
Вооружение  катера в базовом варианте включает установку башенного типа с двумя (14,5 мм. и 7,62 мм.) спаренными пулемётами. Экспортный вариант катера «Меркурий» предусматривает установку артиллерийской 30 мм. установки АК-306 или ракетно-артиллерийского комплекса «Вихрь-К» с автоматизированным оптико-электронным комплексом управления стрельбой по надводным и воздушным целям. Дополнительно к артиллерийскому вооружению катер может быть оснащен 1-2 пулеметами калибра 7,62 мм. или 12,7 мм.

## Представители
В настоящее время в строю находятся шесть больших таможенных судов проекта 14232. Все они состоят на вооружении морских частей Федеральной таможенной службы Российской Федерации. Количество ожидаемых кораблей и заказов на них неизвестно.
Ниже представлен перечень действующих судов:
| Название или наименование | Изготовитель    | Заводской № | Заложен    | Спуск на воду | Дата вступления в строй | Место службы | Состояние |
| ------------------------- | --------------- | ----------- | ---------- | ------------- | ----------------------- | --- | --------- |
| «ТС-100»                  | Ярославский ССЗ | № 801       | 21.12.1994 | 03.10.1996    | 30.09.1997              | Принят в состав Новороссийского морского отдела Южного таможенного управления ФТС России. Порт приписки — Новороссийск            | В строю   |
| «Пётр Матвеев»            | Хабаровский ССЗ | № 420       |            |               | 1998                    | Принят в состав Владивостокского морского отдела Дальневосточного таможенного управления ФТС России. Порт приписки — Владивосток. | В строю   |
| «Павел Верещагин»         | Хабаровский ССЗ | № 421       |            | 2000          | 05.11.2000              | Принят в состав Сахалинского морского отдела Дальневосточного таможенного управления ФТС России. Порт приписки — Холмск           | В строю   |
| «Виталий Кирсанов»        | Хабаровский ССЗ | № 422       |            |               | 02.11.2001              | Принят в состав Сахалинского морского отдела Дальневосточного таможенного управления ФТС России. Порт приписки — Холмск           | В строю   |
| «Дмитрий Шишков»          | Ярославский ССЗ | № 802       | 31.05.1995 | 15.11.2002    | 20.08.2003              | Принят в состав Калининградского морского отдела Северо-Западного таможенного управления ФТС России. Порт приписки — Пионерский   | В строю   |
| «Порт-Петровск»           | Ярославский ССЗ | № 803       | 02.04.1995 | 18.08.2006    | 02.12.2007              | Принят в состав Дагестанского морского отдела Южного таможенного управления ФТС России. Порт приписки — Махачкала                 | В строю   |